# Rogelio Mouzo Pagán
Rogelio Mouzo Pagán, nacido en Camariñas (La Coruña) el 14 de enero de 1941 y fallecido en Cartagena el 12 de marzo de 2020, fue un etnógrafo, archivero, bloguero y coleccionista español.

## Biografía
Hijo de padre gallego y madre murciana, de Portmán. Siendo todavía niño su familia se instaló en La Unión donde residió el resto de su vida.
Su ocupación laboral era la de encargado de trabajos de mantenimiento en el club de golf La Manga Club.

### Actividad política
Desde muy joven militó en la Hermandad Obrera de Acción Católica (HOAC).
Durante la época de la transición a la democracia en España desarrolló una gran actividad políticadentro de la Organización Revolucionaria de Trabajadores (ORT) y sindical en el Sindicato Unitarioentre los años 1977 y 1980. En  1971 y 1977 fue detenido por la Brigada Político Social de la policía.
Fue candidato al Congreso de los Diputados en las elecciones generales de 1977 por la provincia de Murcia en la lista de la Agrupación Electoral de Trabajadores (AET), denominación con la que se pudo presentar la ORT. No resultó elegido.
En 1979 la ORT se unió al Partido del Trabajo de España (PTE) formando el Partido de los Trabajadores.
En 1980, tras los malos resultados en las elecciones municipales de 1979, una parte de los antiguos militantes de la ORT decidió ingresar en el PSOE mientras que otros optaron por dejar la política, como fue el caso de Rogelio Mouzo.

### Actividad como etnógrafo y archivero
Posteriormente atesoró como coleccionista un gran antiguos archivo documental y de objetos que mostró en varias exposiciones. Gestionó de forma personal el Archivo histórico minero y escolar Rogelio Mouzo Pagán. Fue un etnógrafo autodidacta, investigador de la historia de La Unión y de la Sierra Minera de Cartagena-La Unión que editó el blog Crónicas Mineras de Rogelio Mouzo Pagány publicó varios artículos y libros.
En sus últimos años dedicó su tiempo al 'Hogar de las personas mayores' de La Unión participando en la rondalla y coros del mismo. Colaboró con la Fundación Sierra Minera.

### Obras

#### Artículos de revistas
- Explotación infantil en la minería cartagenera. (2005). Cuadernos del Estero: Revista de estudios e investigación.
- Viaje realizado por Rogelio Mouzo Pagán al interior de la mina "San Rafael" el día 12 de diciembre de 1988. (2004). Revista Murciana de Antropología.[15][16]
- La comunidad de la Iglesia de El Garbanzal. (2001). Cuadernos del Estero: Revista de estudios e investigación.

#### Libros
- El "Minero" Manuel García Tortosa (Troveros de la tierra). (1996)
- La Semana Santa Minera-Historia de los desfiles pasionales en La Unión. (1998). En colaboración con Francisco José Ródenas Rozas.
- Roche, el campo, la obra y la mina.
- La Manga Club. Historia Reciente y Evolución de la Zona de Atamaría.
- Atamaría. Historia, senderismo, flora y fauna.[17]
- Vivencias de un unionense. (2009)
- Emigrar para vivir: el sueño de los pueblos campesinos por mejorar sus condiciones de vida. Su llegada a La Unión y Cartagena.[18]

##### Libros de varios autores
- Patrimonio cultural y yacimientos de empleo en la Sierra Minera de Cartagena-La Unión. En colaboración con varios autores.[19]
- José Ignacio Manteca Martínez, Rogelio Mouzo Pagan, Pedro Martos Miralles, Francisco A. Fernández Antolinos. Portmán: de el "Portus Magnus" del Mediterráneo Occidental a la Bahía Aterrada / coord. por Isabel Baños González, Pedro Baños Páez, (2013).

## Distinciones
En 2008 la Tertulia Literaria Mesa Café recibió uno de los premios Populares de La Unión.
Fue nombrado "Ciudadano honorario de La Unión" debido a "su incansable tarea de investigación y divulgación de la historia y cultura unionense"  en 2010, año en el que se cumplía el 150 aniversario del municipio.